# 深尾重世
深尾 重世（ふかお しげよ）は、江戸時代後期の土佐藩家老。深尾家当主・佐川領主8代。

## 略歴
天明5年（1786年）12月25日、土佐藩家老深尾繁寛の子として誕生した。
寛政10年（1798年）2月、10代藩主・山内豊策に初めて拝謁する。寛政12年（1800年）3月、元服して通称を左兵衛と改める。文化5年（1808年）5月、左京と改名する。文化6年（1809年）、2月に繁寛が死去し、3月に家督を相続する。
文化9年（1812年）3月11日死去。享年28。家督は実弟の重教が相続した。
弓術を好んだと伝わる。